# Ctenomys magellanicus
Espèce
Statut de conservation UICN

 LC  : Préoccupation mineure
Ctenomys magellanicus est une espèce qui fait partie des rongeurs de la famille des Ctenomyidae. Comme les autres membres du genre Ctenomys, appelés localement des tuco-tucos, c'est un petit mammifère d'Amérique du Sud bâti pour creuser des terriers. On le rencontre en Argentine et au Chili.
L'espèce a été décrite pour la première fois en 1836 par le zoologiste britannique Edward Turner Bennett (1797-1836). 

## Liste des sous-espèces
Selon Mammal Species of the World (version 3, 2005)  (14 avril 2013) :
- sous-espèce Ctenomys magellanicus dicki
- sous-espèce Ctenomys magellanicus fueginus
- sous-espèce Ctenomys magellanicus magellanicus
- sous-espèce Ctenomys magellanicus osgoodi